# Romain Hillotte
Romain Hillotte, né le 13 avril 1991, à Mont-de-Marsan, en France, est un joueur français de basket-ball. Il évolue au poste d'arrière.

## Palmarès
- 3e du championnat d'Europe -20 ans 2011